# Luminate
Luminate (dawniej: Nielsen SoundScan i MRC Data) – system monitorowania sprzedaży nośników muzycznych w Stanach Zjednoczonych i Kanadzie. Założyli go Mike Fine i Mike Shalett. Dane są publikowane co tydzień, w środę, dostępne jedynie dla subskrybentów, w tym dla wytwórni muzycznych, dystrybutorów oraz innych przedstawicieli branży muzycznej. Wskaźniki Luminate są podstawą, według której sporządzane są listy przebojów czasopisma „Billboard”. Pomiar sprzedaży rozpoczęto 1 marca 1991 roku. Wydany 25 maja, tego samego roku magazyn „Billboard” zawierał po raz pierwszy listy powstałe z wykorzystaniem Nielsen SoundScan.
Od czasu wprowadzenia systemu, najlepiej sprzedającym się albumem w Stanach Zjednoczonych pozostaje Metallica zespołu Metallica, znalazłszy 16 mln nabywców.
Do 2020 spółka nazywała się Nielsen SoundScan. W 2020 zmieniła nazwę na MRC Data, zaś w 2022 na Luminate.